# Franz Reatz
Franz Peter Joseph Reatz (* 2. Februar 1801 in Bensheim; † 30. Juli 1882 in Darmstadt) war ein hessischer Jurist und Politiker und Abgeordneter der 2. Kammer der Landstände des Großherzogtums Hessen.
Franz Reatz war der Sohn des Hofgerichtsrates Franz Ludwig Kasimir Reatz (1769–1830) und dessen Ehefrau Clara Joseph, geborene Versbach. Reatz, der katholischen Glaubens war, heiratete am 22. November 1828 in Darmstadt Luise Henriette geborene Held (1805–1851).
Reatz studierte ab 1818 Rechtswissenschaften an der Universität Gießen. 1824 wurde er Hofgerichtsadvokat und -prokurator am Hofgericht Darmstadt. 1845 wurde er zum Justizrat ernannt, 1850 zum Kammeranwalt und 1854 zum Obersteueranwalt. 1856 wurde er Fiskalanwalt und ging 1873 in Pension.
Von 1857 bis 1862 gehörte er der Zweiten Kammer der Landstände an. Er wurde für den Wahlbezirk Starkenburg 12/Bensheim gewählt.